# 江島杉山神社
江島杉山神社（えじますぎやまじんじゃ）は、東京都墨田区千歳にある神社。

## 概要
1693年（元禄6年）に創建された。鍼の管鍼法の創始者である杉山和一は江戸幕府5代将軍徳川綱吉の病気を治した功により、本所一ツ目の土地が与えられた。杉山は自邸の他に、世界初の視覚障害者教育施設「杉山流鍼治導引稽古所」をこの土地に開設している。また綱吉は、江島弁財天（現・江島神社）への参詣を続ける杉山に配慮し、弁財天を当地に勧請することを許可したのが起源である。江戸時代は「本所一ツ目弁天社」と呼ばれていた。
明治時代になり、幕府からの拝領地だった本所一ツ目の土地は明治政府に接収されたが、弁財天を祀った社殿等は「神社」として接収を免れ「江島神社」に改称した。その後、境内に杉山和一本人を祀る摂末社として「杉山神社」も創建された。1952年（昭和27年）に両社は合祀して「江島杉山神社」に改称した。
境内には、杉山が江の島で修業した岩窟を模造した岩屋が作られている。杉山の没後まもなくに造られたという。また「贈正五位杉山検校頌徳碑」があり、世界唯一の点字による石碑である。
境内には、第二次世界大戦の戦火の焼けあとが残るいちょうの大木もある。

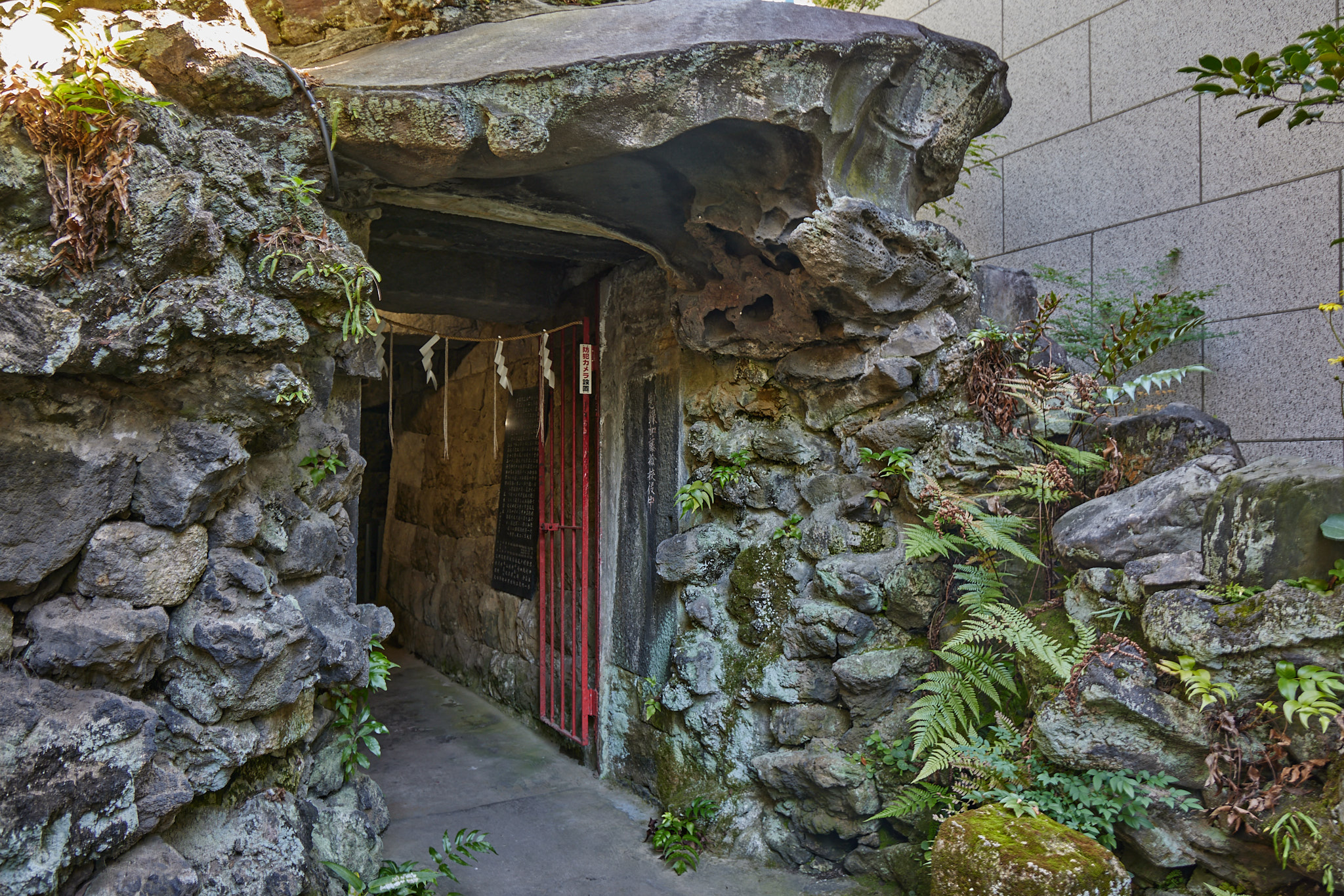
江島杉山神社の岩屋洞窟
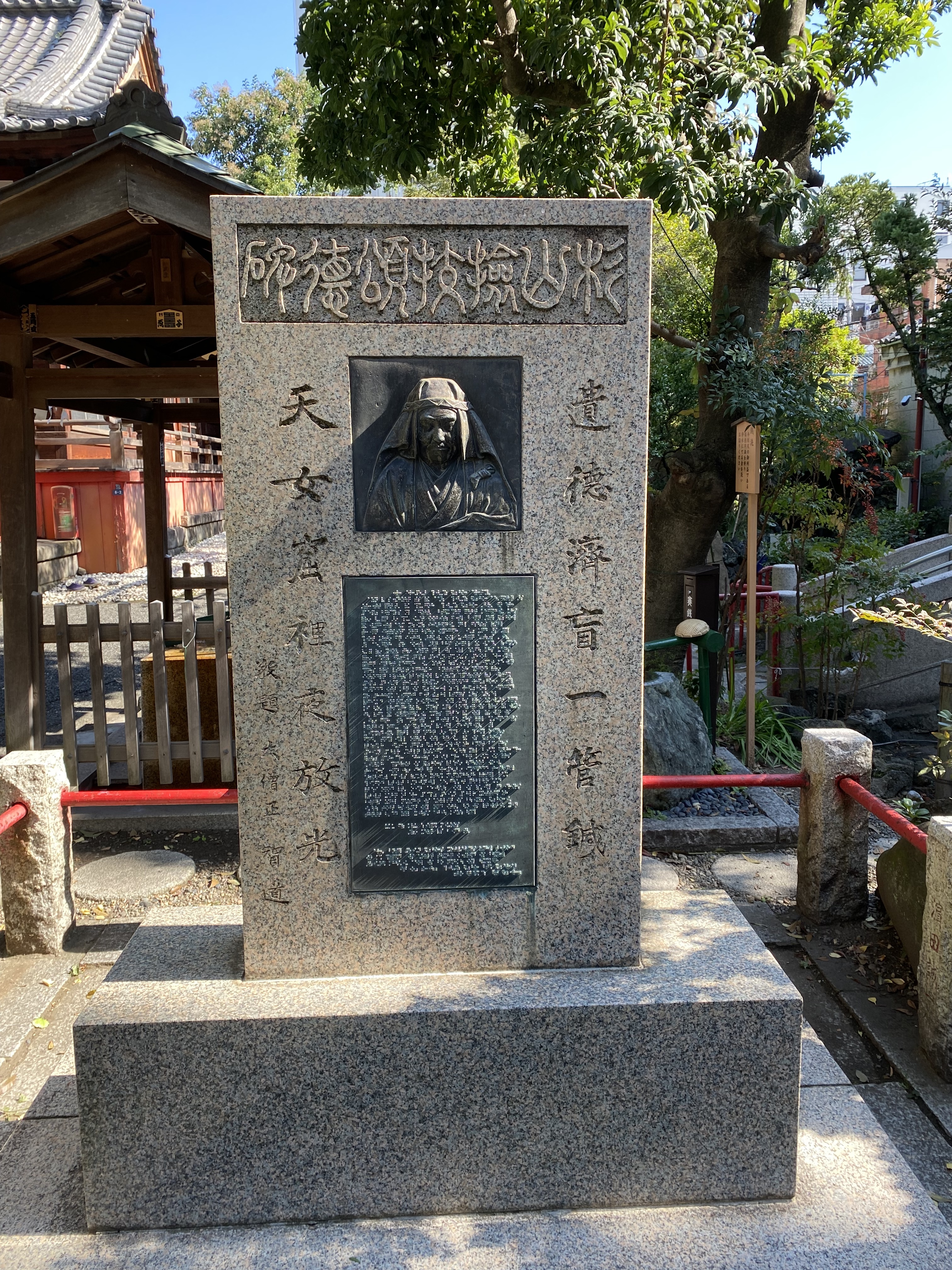
杉山検校頌徳碑
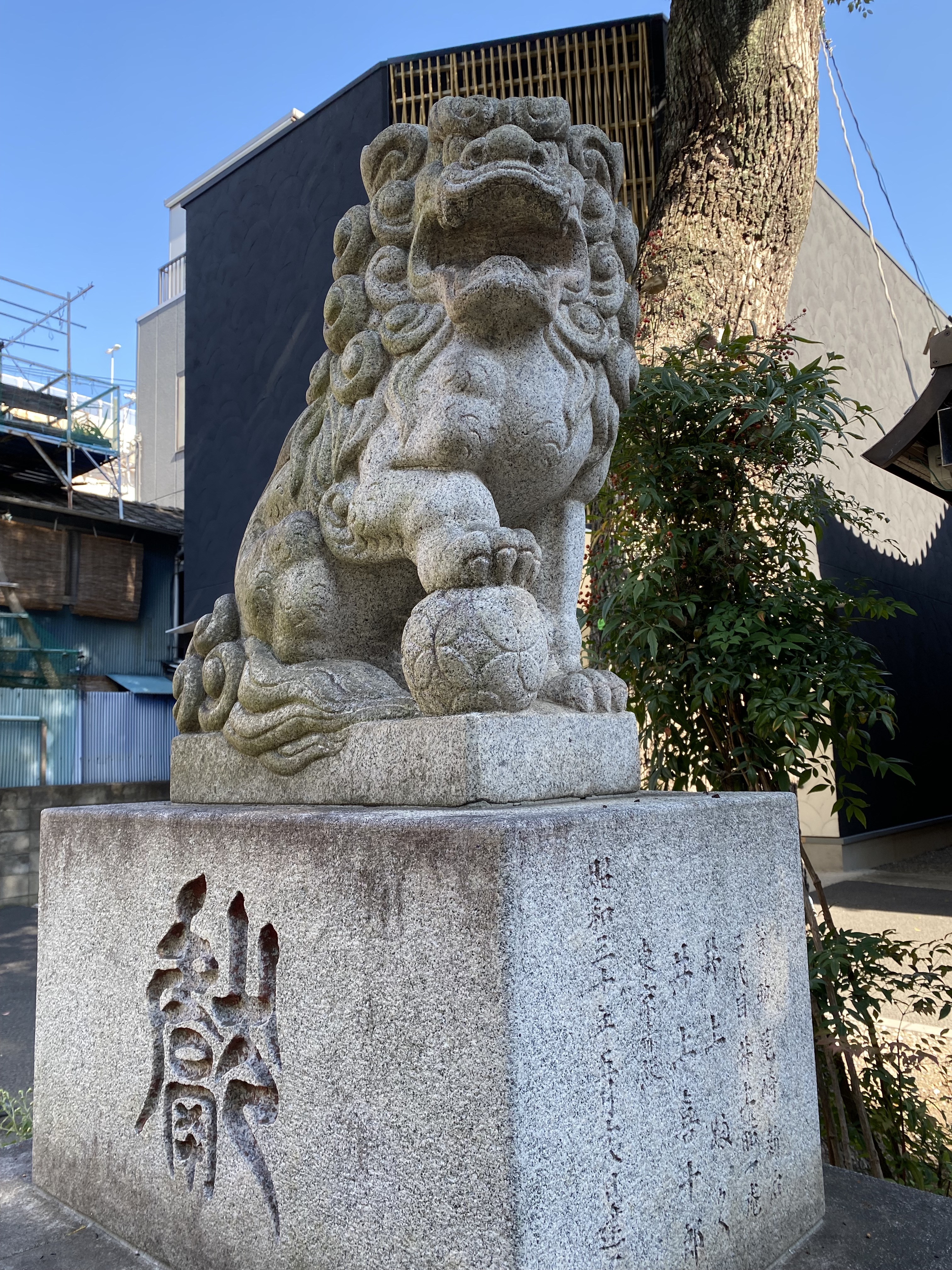
江島杉山神社（東京都墨田区）の狛犬（左）
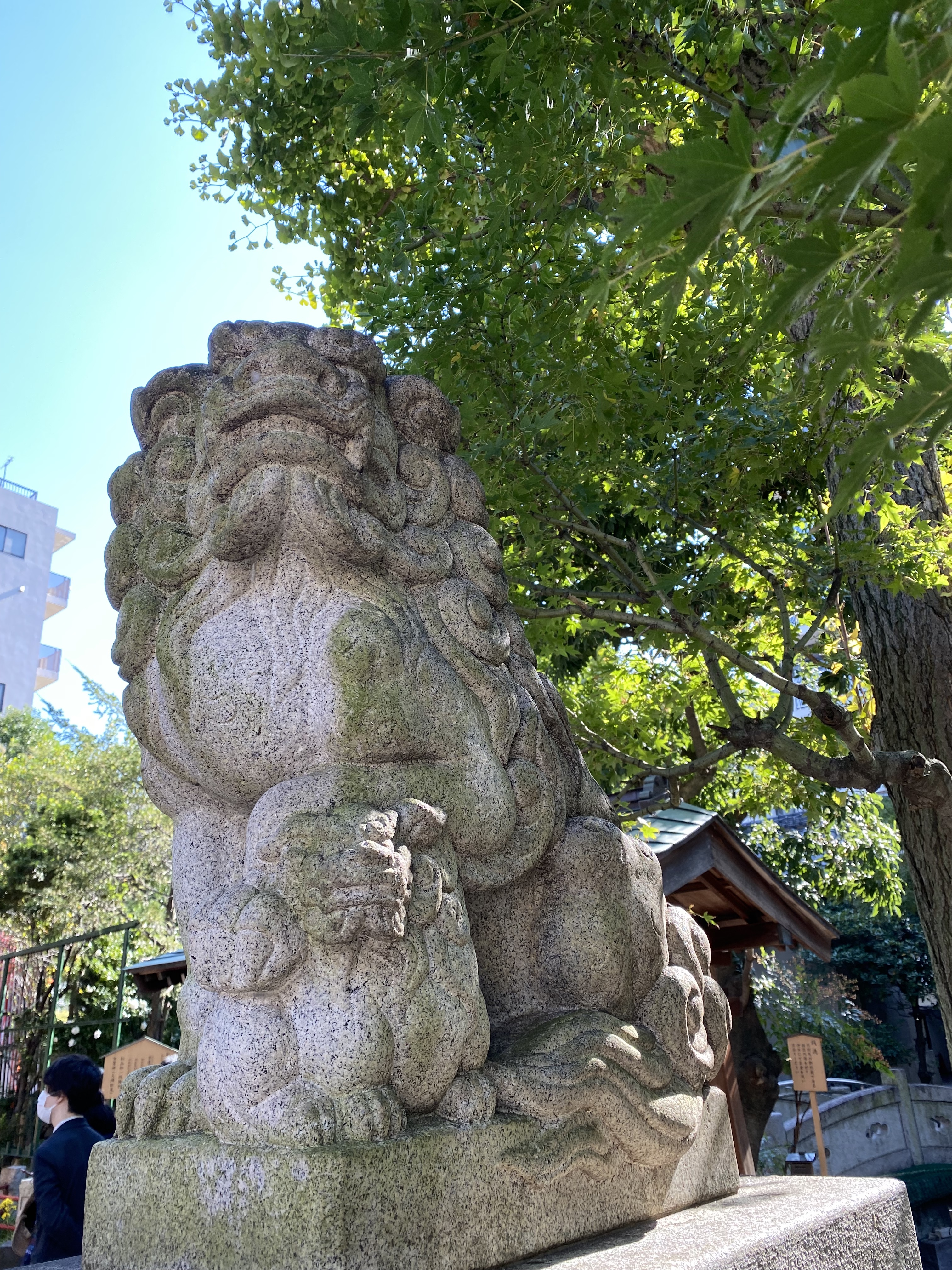
江島杉山神社の狛犬（右）
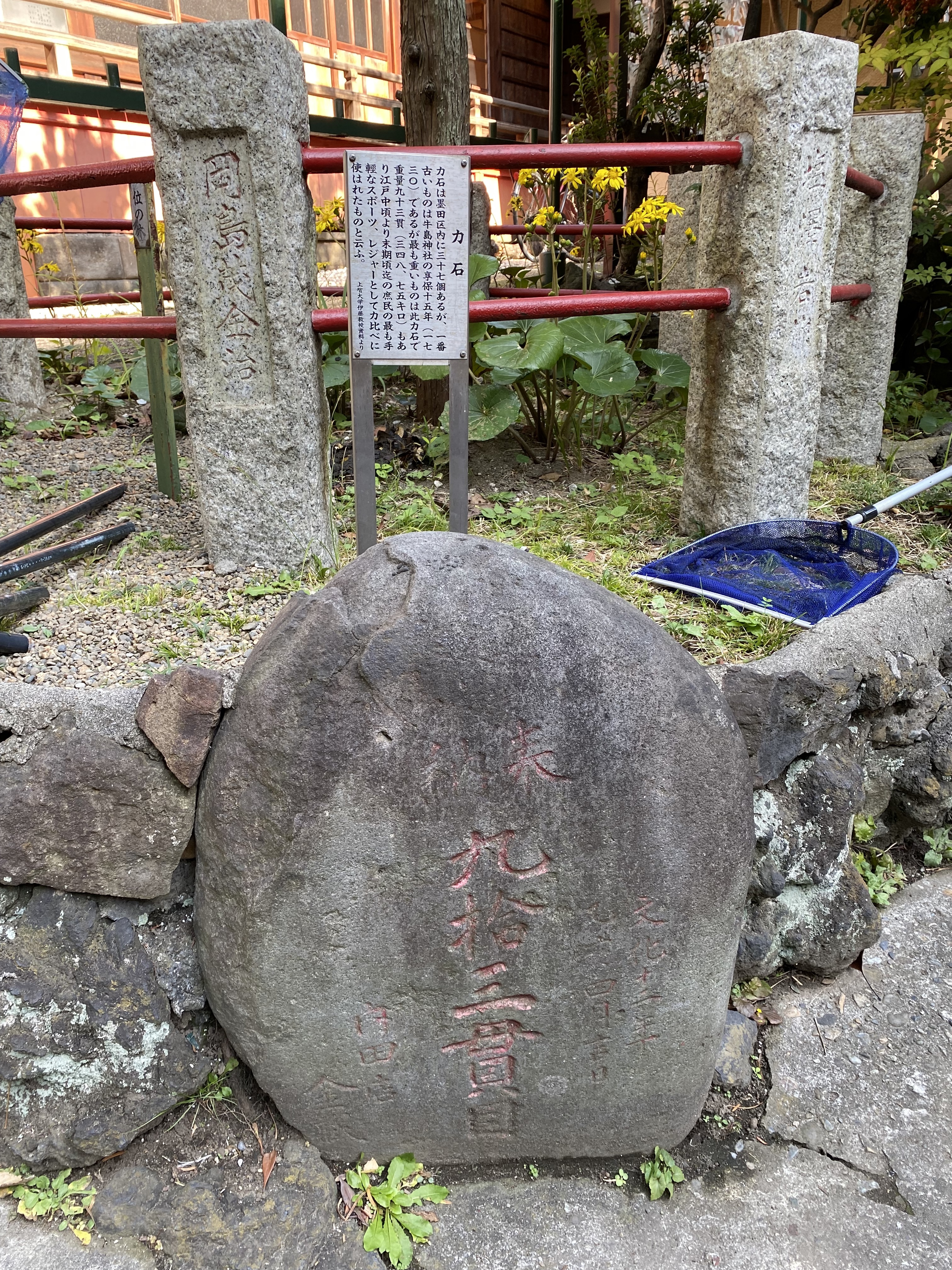
江島杉山神社（東京都墨田区）の力石

## 祭神
- 市杵島島比売命（いちきじまひめのみこと）[4]
- 倉稲魂命（うがのみたまのみこと）[4]
- 大国主命（おおくにぬしのみこと）[4]
- 杉山和一大人命（うみのみこと）[4]

## 境内
- 杉多稲荷神社

- 杉山検校の碑

杉山検校の正五位授位を記念して建てられた石碑。1924年（大正13年）に建立されたが、第二次世界大戦の戦火で損傷し、その後1959年（昭和34年）に再建された。碑には、上部に杉山検校の胸像、下部に碑文が点字で刻まれており、点字による碑文は世界唯一のものである。
- 岩屋洞窟

杉山検校が管鍼術を授かったとされる江の島の弁天の洞窟を模した岩屋で、奥には人頭蛇尾の姿をした宇賀神像、宗像三女神像、杉山和一検校像が祀られている。岩屋の前には、1796年（寛政8年）に建てられた「いわやみち」と彫られた標石がある。
- 力石

本所・深川あたりで江戸時代にさかんに行われた力くらべに用いられた力石。墨田区登録有形民俗文化財。1815年（文化12年）の銘がある。墨田区内に所在が確認されている力石は37個あるが、その中でもっとも重い（93貫=348.75kg）。正面に「奉納」「九拾三貫目」「文化十二年乙亥四月吉日」「内田店　金蔵」の文字が刻まれている。
- 銀杏の木

東京大空襲で焼けた銀杏の木。一部は炭化してしまっているが、現在も生きている。

## 杉山和一記念館
境内には公益財団法人杉山検校遺徳顕彰会が運営する杉山和一記念館がある。
杉山検校遺徳顕彰会は明治に「杉山報恩講」として発足し、昭和6年に財団法人となった。記念館は2016年に開館した。
記念館内には鍼灸あん摩博物館、杉山鍼按治療所がある。鍼灸あん摩博物館では、江戸時代の文献や、経穴人形といった鍼灸やあん摩の歴史的な資料や道具を展示している。また徳川綱吉直筆の掛け軸も所蔵している。鍼灸あん摩博物館は墨田区のすみだ３M運動の「小さな博物館」に登録されている。

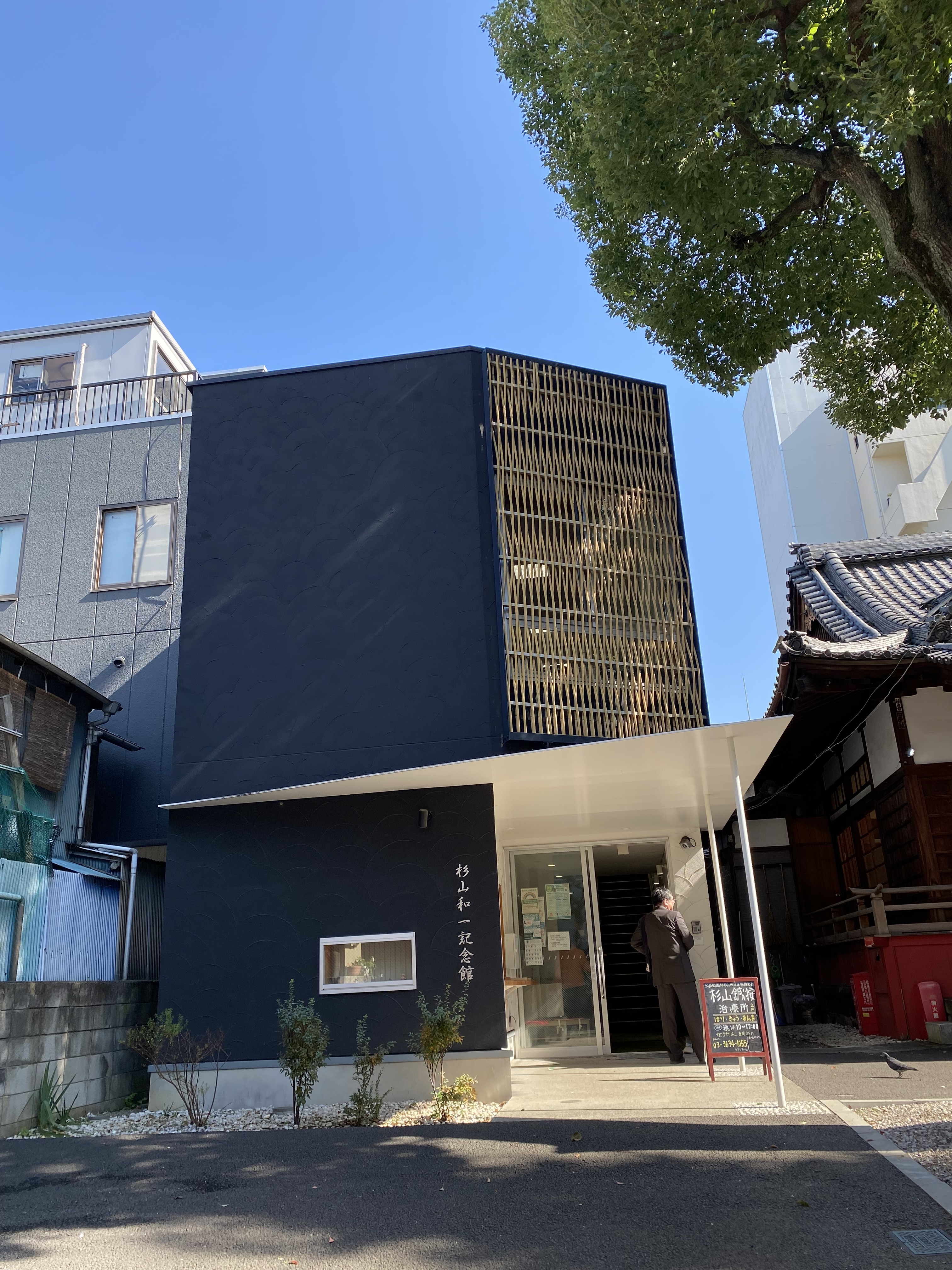
杉山和一記念館
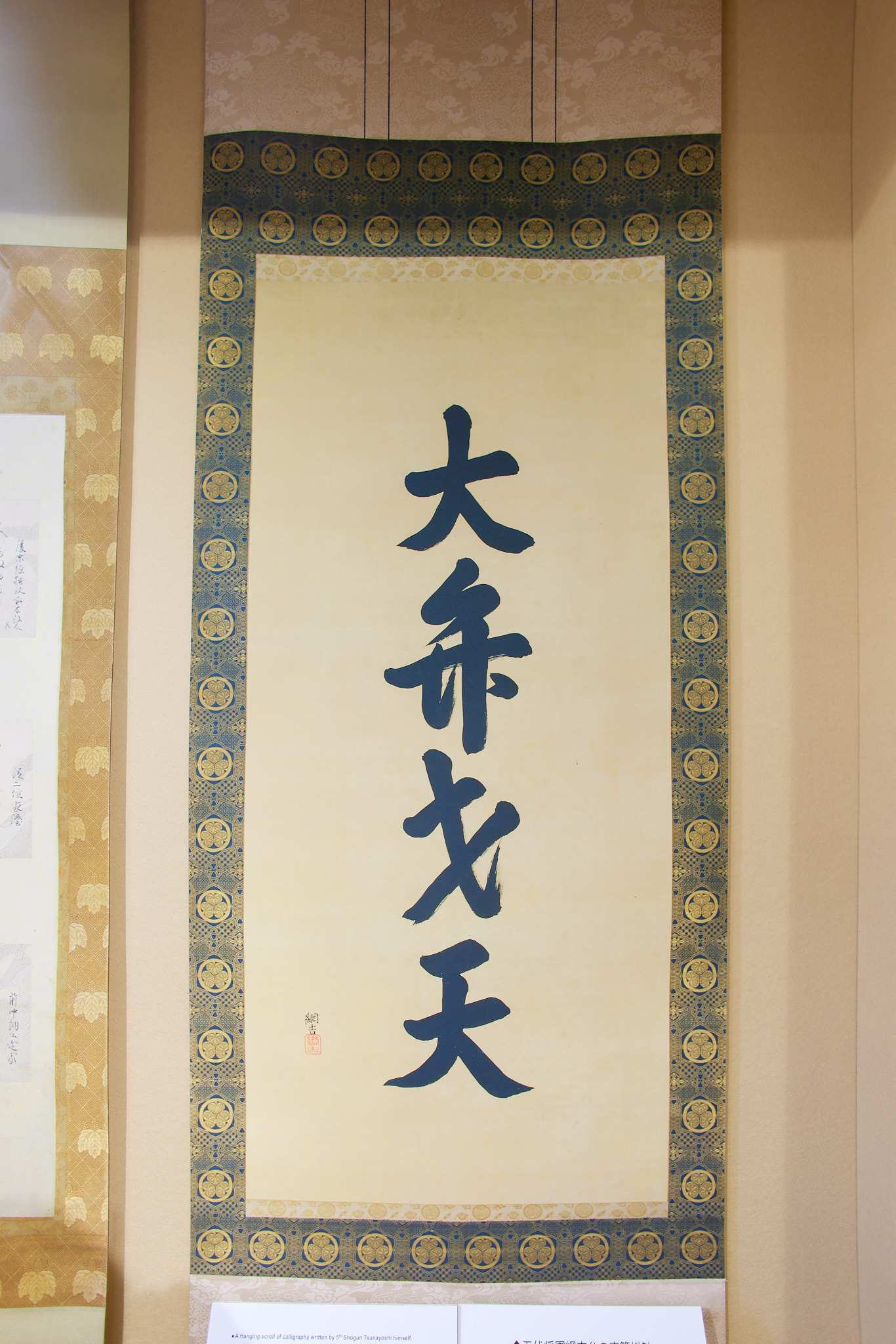
鍼灸あん摩博物館に所蔵された徳川綱吉の書

## 交通アクセス
- JR両国駅より徒歩7分[18]。